# مورادیموو
مورادیموو (انگلیسی: Muradymovo) یک شهرک در شهرستان بیژبولیاکسکی باشقیرستان کشور روسیه است.